# كارولا فيت
كَارولا أليكسَاندرا فَيْت (بالألمانية: Carola Alexandra Veit)، هي سياسية ألمانية، تنتمي للحزب الديموقراطي الاجتماعي الألماني SPD ومنذ 2004 وهي ضمن كتلة الحزب في برلمان هامبورغ، ثم رئيسة البرلمان منذ 23 مارس 2011.

## السيرة الشخصية
ولدت فَيت في 2 يونيو 1973 في هامبورغ. بعد الثانوية درست تدريب مهني للتخصص في مهنة المحاماة قبل التحاقها بالجامعة لدراسة القانون، وأكملت تدريبها في مجال القانون في المحكمة الهانزية العليا بنجاحها في إمتحان الدولة الثاني، ثم أصبحت عضواً في مجلس الموظفين للمتدربيين في مجال القانون. متزوجة ولديها 3 أبناء.

## مسارها السياسي
إلتحقت فَيت بالحزب الديموقراطي الاشتراكي SPD في العام 1991 وتقلدت العديد من المناصب في الحزب.
خلال الفترة 1997 حتى 2004 كانت نائبة لهيئة الشؤون الداخلية المسؤولة عن السياسة الداخلية والرياضية في مدينة هامبورغ، والتي هي عبارة عن واحدة من إحدى عشرة جهة متخصصة في مجلس شيوخ مدينة هامبورغ والذي هو عبارة عن اسم مختلف لحكومة هامبورغ. منذ العام 2004 دخلت فيت عضوة في البرلمان.
حاليا هي أيضاً عضو مجلس إدارة كتلة حزب SPD في البرلمان ونائبة رئيس دائرة حزب SPD وسط هامبورغ وعضو مجلس إدارة حي روثِنبُورغ أورت.
خلال الدورة البرلمانية (2004-2008) كانت فَيت عضو في لجنة الطفل والعائلة والشباب والتي أصبحت رئيسة للجنة خلال الفترة (2008-2011)، وفي لجنة تطوير المدينة وفي اللجنة الدستورية، وفي لجان خاصة مختلفة، مثل لجنة الإصلاح الإداري ولجنة والأطفال المشردين وغيرها. وفي الدورة التشريعية العشرين (2011-2015)، كانت رئيسة اللجنة الدستورية وعضوًا في لجنة الرقابة البرلمانية على مجلس الشيوخ. في الدورة الواحدة والعشرين (2015-2020) كانت رئيس اللجنة الدستورية والأحياء وكذلك عضو في اللجنة الفرعية «لتقوية البرلمان» وعضو في لجنة التعاون بين ولاية هامبورغ وولاية شليسفيغ-هوليشتاين.
في 23 مارس 2011 تم انتخابها رئيساً للبرلمان خلفاً لدوروثي ستابلفيلدت، التي أصبحت سيناتور العلوم في مجلس شيوخ هامبورغ الجديد. ثم أعيد انتخابها في البرلمان الحادي والعشرين في 21 مارس 2015 بأغلبية 115 صوت مقابل 5 أصوات. ثم تم التجديد لها في المنصب في البرلمان الثاني والعشرين في 18 مارس 2020 حيث حصلت على 68 صوت من صوت، هي أصوات الحاضرين، وبقية الأعضاء (حوالي 50 عضواً) تغيبوا بسبب جائحة كورونا.
تقلدت من 2015 حتى 2016 منصب نائب رئيس المؤتمر البرلماني لدول بحر البلطيق، ثم منصب رئيس المؤتمر من 2016 حتى 2017، ثم مرة أخرى نائب رئيس المؤتمر من 2017 حتى 2018.

## وظائف أخرى
من المناصب الأخرى التي تقلدتها فيت عضو مجلس شباب ضد الإيدز، حيث دعمت المبادرات الشبابية في هذا المجال، كما كانت أيضاً نائب رئيس مجلس إدارة مؤسسة هيربرت و إلزبيش فايشمان، وعضو مجلس مؤسسة قصر الثقافة في هامبورغ وعضو مجلس إدارة مؤسسة ترفيه الشباب في هامبورغ.

## روابط إنترنت
- Biographie bei der Hamburgischen Bürgerschaft
- Website von Carola Veit
- Stv. Kreisvorsitzende SPD HH-Mitte
- Carola Veit auf abgeordnetenwatch.de